# Пам'ятки архітектури місцевого значення Чернівців
| Адреса (вулиця, номер будинку)                                            | Світлина | Історична назва, дата спорудження | Номер і дата документа про взяття на облік                                                                   | Охоронний номер |
| ------------------------------------------------------------------------- | -------- | --- | --- | --------------- |
| Александрі Васіле                                                         |          | Синагога і школа кін. XIX — поч. XX ст. | Розпорядження представника Президента України від 23.03.1994 р. № 161                                        |                 |
| А                                                                         |          | Житлово-торговий будинок, кін. XIX — поч. XX ст. | Розпорядження представника Президента України від 23.03.1994 р. № 161                                        |                 |
| Синагоги, 23                                                              |          | Синагога, І пол. XIX ст. | Розпорядження представника Президента України від 23.03.1994 р. № 161                                        |                 |
| Синагоги, 29                                                              |          | Єврейський госпіталь, XIX — поч. XX ст., арх. Отто Шмідт | Розпорядження представника Президента України від 18.02.1987 р. № 30                                         | 29-Чв           |
| Синагоги, 31                                                              |          | Синагога, XIX ст. | Розпорядження представника Президента України від 18.02.1987 р. № 30                                         | 31-Чв           |
| Бетховена Людвіга ван, 6 — Заньковецької Марії, 14                        |          | Житлово-торговий будинок, кін. XIX ст. | Розпорядження представника Президента України від 23.03.1994 р. № 161                                        |                 |
| Березня 29 — Соборна площа, 5                                             |          | Чиншовий будинок, поч. XIX ст. | Розпорядження представника Президента України від 23.03.1994 р. № 161                                        |                 |
| Білоруська, 1 — Нововокзальна, 8                                          |          | Гуртожиток, 1943 р. | Розпорядження представника Президента України від 23.03.1994 р. № 161                                        |                 |
| Білоруська, 3                                                             |          | Вагонне депо, поч. XX ст. | Розпорядження представника Президента України від 23.03.1994 р. № 161                                        |                 |
| Богуна Івана, 2 — Хмельницького Богдана провулок, 1                       |          | Житлово-торговий будинок, 1895 р. | Розпорядження представника Президента України від 23.03.1994 р. № 161                                        |                 |
| Богуна, Івана 16                                                          |          | Єврейський сиротинець, 20-рр. XX ст. | Розпорядження представника Президента України від 23.03.1994 р. № 161                                        |                 |
| Богуна Івана, 24                                                          |          | Спальний корпус гімназії, XIX ст. | Розпорядження представника Президента України від 18.02.1987 р. № 30                                         | 32-Чв           |
| Трепка Владислава, 22/1                                                   |          | Житловий будинок, 1930 р. | Розпорядження представника Президента України від 18.02.1987 р. № 30                                         | 34-Чв           |
| Буковинська, 4                                                            |          | Дитяча лікарня, 1908—1910 рр., арх. В. Кемплер | Розпорядження представника Президента України від 23.03.1994 р. № 161                                        | 2-Чв            |
| Вавілова Миколи академіка, 4                                              |          | Чиншовий будинок, 1930-ті рр. | Розпорядження представника Президента України від 23.03.1994 р. № 161                                        |                 |
| Вавілова Миколи академіка, 5                                              |          | Чиншовий будинок, поч. XX ст. | Розпорядження представника Президента України від 23.03.1994 р. № 161                                        |                 |
| Вавілова Миколи академіка, 6                                              |          | Чиншовий будинок, поч. XX ст. | Розпорядження представника Президента України від 23.03.1994 р. № 161                                        |                 |
| Вавілова Миколи академіка, 8                                              |          | Чиншовий будинок, поч. XX ст. | Розпорядження представника Президента України від 23.03.1994 р. № 161                                        |                 |
| Бандери Степана, 3                                                        |          | Чиншовий будинок, поч. XIX ст. | Рішення Чернівецького облвиконкому від 18.06.1986 р. № 128                                                   | 15/1-Чв         |
| Бандери Степана, 6 — Грушевського Михайла, 2                              |          | Чиншовий будинок, XX ст. | Рішення Чернівецького облвиконкому від 18.06.1986 р. № 128                                                   | 15/2-Чв         |
| Бандери Степана, 7                                                        |          | Чиншовий будинок поч. XX ст. | Рішення Чернівецького облвиконкому від 18.06.1986 р. № 128                                                   | 15/2-Чв         |
| Бандери Степана, 9                                                        |          | Житлово-торговий будинок, кін. XIX ст. | Розпорядження представника Президента України від 23.03.1994 р. № 161                                        |                 |
| Бандери Степана, 11                                                       |          | Чиншовий будинок, поч. XIX ст. | Рішення Чернівецького облвиконкому від 05.08.1982 р. № 261                                                   | 15/4Чв          |
| Вереснева, 4                                                              |          | Миколаївська церква, поч. XX ст. | Розпорядження представника Президента України від 23.03.1994 р. № 161                                        |                 |
| Вільде Ірини, 7 — Братів Руснаків, 14                                     |          | Житловий будинок, поч. XX ст. | Розпорядження представника Президента України від 18.02.1987 р. № 30                                         |                 |
| Вірменська, 7 — Вірменський провулок                                      |          | Чиншовий будинок 1932 р. | Розпорядження представника Президента України від 23.03.1994 р. № 161                                        |                 |
| Вірменська, 14                                                            |          | Німецьке консульство, XIX ст. | Розпорядження представника Президента України від 18.02.1987 р. № 30                                         | 51-Чв           |
| Вірменська, 30                                                            |          | Житловий будинок кін. XIX ст. | Розпорядження представника Президента України від 23.03.1994 р. № 161                                        |                 |
| Майданського Костянтина, 28                                               |          | Церква Богородиці, поч. XX ст. | Розпорядження представника Президента України від 18.02.1987 р. № 30                                         | 92-Чв           |
| Вокзальна, 3                                                              |          | Чиншовий будинок, поч. XX ст. | Розпорядження представника Президента України від 23.03.1994 р. № 161                                        |                 |
| Вокзальна, 5                                                              |          | Чиншовий будинок, кін. XIX ст. | Розпорядження представника Президента України від 23.03.1994 р. № 161                                        |                 |
| Вокзальна, 13                                                             |          | Пивоварний завод, 1870 р. | Розпорядження представника Президента України від 18.02.1987 р. № 30                                         | 35-Чв           |
| Вокзальна, 15                                                             |          | Пивоварний завод, 1870 р. | Розпорядження представника Президента України від 18.02.1987 р. № 30                                         | 36-Чв           |
| Вокзальна, 19                                                             |          | Гуртожиток будівельників, 1925 р. | Розпорядження представника Президента України від 23.03.1994 р. № 161                                        |                 |
| Вокзальна, 23                                                             |          | Житловий будинок залізничників, 30-рр. XX ст. | Розпорядження представника Президента України від 23.03.1994 р. № 161                                        |                 |
| Вокзальна, 31                                                             |          | Житловий будинок, 1930 р. | Розпорядження представника Президента України від 18.02.1987 р. № 30                                         | 37-Чв           |
| Вокзальна, 32 — 34 — 36                                                   |          | Житловий будинок, 10-рр. XX ст. | Розпорядження представника Президента України від 18.02.1987 р. № 30                                         | 37-Чв           |
| Вокзальна, 38                                                             |          | Залізничний вокзал, 1907 р. | Розпорядження представника Президента України від 05.08.1982 р. № 261                                        | 3-Чв            |
| Гакмана Євгена Митрополита, 17 — Гоголя Миколи, 12                        |          | Управління жандармерії, ІІ пол. XIX ст. | Розпорядження представника Президента України від 23.03.1994 р. № 161                                        |                 |
| Галицького Семена, 1 — 26 Бакинських комісарів                            |          | Житловий будинок, к. XIX ст. | Розпорядження представника Президента України від 23.03.1994 р. № 161                                        |                 |
| Галицького Семена, 60                                                     |          | Святопокровська церква, сер. XIX ст. | Розпорядження представника Президента України від 23.03.1994 р. № 161                                        |                 |
| Героїв Майдану, 1Б                                                        |          | Чиншовий будинок, поч. XX ст. | Розпорядження представника Президента України від 23.03.1994 р. № 161                                        |                 |
| Героїв Майдану, 1В — Гакмана Євгена Митрополита, 1                        |          | Житлово-торговий будинок, кін. XIX ст. | Розпорядження представника Президента України від 23.03.1994 р. № 161                                        |                 |
| Героїв Майдану, 2 — Соборна площа, 1                                      |          | Чиншовий будинок, кін. XIX ст. | Розпорядження представника Президента України від 23.03.1994 р. № 161                                        |                 |
| Героїв Майдану, 26                                                        |          | Житлово-торговий будинок, поч. XX ст. | Розпорядження представника Президента України від 23.03.1994 р. № 161                                        | 15/14-Чв        |
| Героїв Майдану, 28                                                        |          | Житлово-торговий будинок, кін. XIX ст. | Розпорядження представника Президента України від 23.03.1994 р. № 161                                        | 15/15-Чв        |
| Героїв Майдану, 69 — проспект Незалежності                                |          | Мозаїковий гобелен «Квітуй, Буковино» на торці 9-поверхового багатоквартирного житлово-торговельного будинку (1982 р., смальта; художники-монументалісти Артем Присяжнюк, Іван Віхренко) | Цінний взірець декоративного оздоблення художньою мозаїкою торцевих стін в стилі «соціалістичного реалізму». |                 |
| Гете Йоганна Вольфганга фон, 1 — Шіллера Фрідріха, 4 — Лисенка Миколи, 13 |          | Залізничне управління, 1910 р. | Розпорядження представника Президента України від 23.03.1994 р. № 161                                        | 15/22-Чв        |
| Гете Йоганна Вольфганга фон, 5                                            |          | Житловий будинок, 1930 р. | Розпорядження представника Президента України від 05.08.1982 р. № 261                                        | У.31-Чв         |
| Гете Йоганна Вольфганга фон, 6                                            |          | Житловий будинок, 1930 р. | Рішення облвиконкому від 18.06.1986 р. № 128                                                                 | 15/31-Чв        |
| Гете Йоганна Вольфганга фон, 7                                            |          | Житловий будинок, 1930 р. | Розпорядження представника Президента України від 05.08.1982 р. № 261                                        | У.32-Чв         |
| Гете Йоганна Вольфганга фон, 8                                            |          | Житловий будинок, поч. XX ст. | Рішення облвиконкому від 18.06.1986 р. № 128                                                                 | 15/31-Чв        |
| Гете Йоганна Вольфганга фон, 10 — Університетська, 13                     |          | Житловий будинок, 1930 р. | Розпорядження представника Президента України від 23.03.1994 р. № 161                                        | У.33-Чв         |
| Главки Йозефа, 6                                                          |          | Вілла Зінгера, 1906 р. | Розпорядження представника Президента України від 23.03.1994 р. № 161                                        |                 |
| Главки Йозефа, 8                                                          |          | Вілла Зінгера, 1904 р. | Розпорядження представника Президента України від 23.03.1994 р. № 161                                        |                 |
| Главки Йозефа, 10                                                         |          | Вілла Зінгера, 1925 р. | Розпорядження представника Президента України від 23.03.1994 р. № 161                                        |                 |
| Главки Йозефа, 14                                                         |          | Вілла, 1925 р. | Розпорядження представника Президента України від 23.03.1994 р. № 161                                        |                 |
| Гоголя Миколи, 1 — Головна, 81                                            |          | Житловий будинок, 1920 р. | Розпорядження представника Президента України від 05.08.1982 р. № 261                                        | 4-Чв            |
| Гоголя Миколи, 5                                                          |          | Житловий будинок, поч. XX ст. | Розпорядження представника Президента України від 23.03.1994 р. № 161                                        |                 |
| Гоголя Миколи, 6                                                          |          | Чиншовий будинок, поч. XX ст. | Розпорядження представника Президента України від 23.03.1994 р. № 161                                        |                 |
| Горіхівська, 3 — Мартовича Леся, 1                                        |          | Житловий будинок, кін. XIX — поч. XX ст. | Розпорядження представника Президента України від 23.03.1994 р. № 161                                        |                 |
| Горіхівська, 27                                                           |          | Церква Архангелів Михаїла та Гавриїла, 1900 р. | Рішення Чернівецького облвиконкому від 18.06.1986 р. № 128                                                   | 12-Чв           |
| Горіхівська, 32 А                                                         |          | Синагога, поч. XX ст. | Розпорядження представника Президента України від 23.03.1994 р. № 161                                        |                 |
| Жуковського Аркадія, 3                                                    |          | Житлово-торговий будинок, сер. XIX ст. | Розпорядження представника Президента України від 23.03.1994 р. № 161                                        |                 |
| Жуковського Аркадія, 5                                                    |          | Чиншовий будинок, 70—80 рр. XX ст. | Розпорядження представника Президента України від 23.03.1994 р. № 161                                        |                 |
| Жуковського Аркадія, 11                                                   |          | Чиншовий будинок, 22—25 рр. XX ст. | Розпорядження представника Президента України від 23.03.1994 р. № 161                                        |                 |
| Жуковського Аркадія, 13                                                   |          | Чиншовий будинок, 17—20 рр. XX ст. | Розпорядження представника Президента України від 23.03.1994 р. № 161                                        |                 |
| Гребінки Євгена, 35                                                       |          | Житловий будинок — вілла «Вєра», 1930 р. | Розпорядження представника Президента України від 18.02.1987 р. № 30                                         | 40-Чв           |
| Колодія Віталія, 1                                                        |          | Житловий будинок, поч. XX ст. | Розпорядження представника Президента України від 23.03.1994 р. № 161                                        |                 |
| Колодія Віталія, 2                                                        |          | Житловий будинок, поч. XX ст. | Розпорядження представника Президента України від 18.02.1987 р. № 30                                         | 39-Чв           |
| Колодія Віталія, 3                                                        |          | Вілла, 1930 р. | Розпорядження представника Президента України від 23.03.1994 р. № 161                                        |                 |
| Грушевського Михайла, 4                                                   |          | Житловий будинок, поч. XX ст. | Рішення Чернівецького облвиконкому від 18.06.1986 р. № 128                                                   | 15/9-Чв         |
| Грушевського Михайла, 6                                                   |          | Житловий будинок, поч. XX ст. | Рішення Чернівецького облвиконкому від 18.06.1986 р. № 128                                                   | 15/10-Чв        |
| Грушевського Михайла, 8 — Котляревського Івана, 22                        |          | Житловий будинок, поч. XX ст. | Рішення Чернівецького облвиконкому від 18.06.1986 р. № 128                                                   | 15/11-Чв        |
| Демократична, 5                                                           |          | Церква православна, кін. XIX — поч. XX ст. | Розпорядження представника Президента України від 18.02.1987 р. № 30                                         | 87-Чв           |
| Дзержика Корнелія, 20                                                     |          | Вілла, кін. XX ст. | Розпорядження представника Президента України від 23.03.1994 р. № 161                                        |                 |
| Дзержика Корнелія, 22                                                     |          | Ліцей, кін. XIX ст. | Розпорядження представника Президента України від 18.02.1987 р. № 30                                         |                 |
| Загула Дмитра, 3                                                          |          | Єзуїтський кляштор, 1891—1901 рр.; арх. Ю. Ляйнцнер | Рішення Чернівецького облвиконкому від 18.06.1986 р. № 128                                                   | 1-Чв            |
| Загула Дмитра, 8                                                          |          | Німецько-українська гімназія, 1901 р. | Розпорядження представника Президента України від 18.02.1987 р. № 30                                         | 31-Чв           |
| Залозецького Володимира, 72                                               |          | Вілла, 20-рр. XX ст. | Розпорядження представника Президента України від 23.03.1994 р. № 161                                        |                 |
| Заньковецької Марії, 6                                                    |          | Будинок рабина, кін. XIX ст. | Розпорядження представника Президента України від 23.03.1994 р. № 161                                        |                 |
| Заньковецької Марії, 8                                                    |          | Чиншовий будинок, кін. XIX ст. | Розпорядження представника Президента України від 23.03.1994 р. № 161                                        |                 |
| Заньковецької Марії, 10 — Чайковського Петра, 7                           |          | Житлово-торговий будинок, кін. XIX ст. | Розпорядження представника Президента України від 23.03.1994 р. № 161                                        |                 |
| Заньковецької Марії, 11                                                   |          | Готель «Брістоль», поч. XX ст. | Розпорядження представника Президента України від 23.03.1994 р. № 161                                        | 5-Чв            |
| Заньковецької Марії, 16                                                   |          | Житлово-торговий будинок, 70—80 рр. XIX ст. | Розпорядження представника Президента України від 23.03.1994 р. № 161                                        |                 |
| Заньковецької Марії, 18                                                   |          | Житлово-торговий будинок, 70—80 рр. XIX ст. | Розпорядження представника Президента України від 23.03.1994 р. № 161                                        |                 |
| Заньковецької Марії, 23                                                   |          | Житлово-торговий будинок, 70—80 рр. XIX ст. | Розпорядження представника Президента України від 23.03.1994 р. № 161                                        |                 |
| Заньковецької Марії, 24                                                   |          | Церква св. Параскеви, 1843—1864 рр.; арх. Павловський | Рішення Чернівецького облвиконкому від 18.06.1986 р. № 128                                                   | 7-Чв            |
| Заньковецької Марії, 25                                                   |          | Житлово-торговий будинок, 70—80 рр. XIX ст. | Розпорядження представника Президента України від 23.03.1994 р. № 161                                        |                 |
| Золочівська, 74                                                           |          | Троїцька церква, 1930 р. | Рішення Чернівецького облвиконкому від 18.06.1986 р. № 128                                                   | 8-Чв            |
| Кафедральна, 4 — Головна, 60                                              |          | Адміністративний будинок, кін. XIX ст. | Розпорядження представника Президента України від 23.03.1994 р. № 161                                        |                 |
| Кишинівська, 1                                                            |          | Каплиця на кладовищі, 1881 р. | Рішення Чернівецького облвиконкому від 18.06.1986 р. № 128                                                   | 42-Чв           |
| Кобилиці Лук'яна, 53                                                      |          | Синагога, 1923 р. | Розпорядження представника Президента України від 23.03.1994 р. № 161                                        |                 |
| Котляревського Івана, 13                                                  |          | Військова тюрма, 40-рр. XIX ст. | Розпорядження представника Президента України від 23.03.1994 р. № 161                                        |                 |
| Котляревського, Івана 24 — Грушевського Михайла, 8                        |          | Житловий будинок, поч. XX ст. | Рішення Чернівецького облвиконкому від 18.06.1986 р. № 128                                                   | 5/12-Чв         |
| Кохановського Антона, 3                                                   |          | Житловий будинок, 60—70 рр. XIX ст. | Розпорядження представника Президента України від 23.03.1994 р. № 161                                        |                 |
| Кохановського Антона, 5                                                   |          | Чиншовий будинок, 30-рр. XX ст. | Розпорядження представника Президента України від 23.03.1994 р. № 161                                        |                 |
| Кохановського Антона, 12                                                  |          | Чиншовий будинок, кін XIX ст. | Розпорядження представника Президента України від 23.03.1994 р. № 161                                        |                 |
| Коцюбинського Михайла, 7                                                  |          | Житловий будинок, 30-рр. XX ст. | Розпорядження представника Президента України від 23.03.1994 р. № 161                                        |                 |
| Кошового Олега, 57                                                        |          | Вілла, поч. XX ст. | Розпорядження представника Президента України від 23.03.1994 р. № 161                                        |                 |
| Крилова Івана, 4                                                          |          | Житловий будинок, 30-рр. XX ст. | Розпорядження представника Президента України від 23.03.1994 р. № 161                                        |                 |
| Лермонтова Михайла, 1 — Маяковського Володимира, 24                       |          | Житловий будинок поч. XX ст. | Рішення Чернівецького облвиконкому від 18.06.1986 р. № 128                                                   | 46-Чв           |
| Лермонтова Михайла, 5                                                     |          | Житловий будинок, 1911 р. | Розпорядження представника Президента України від 23.03.1994 р. № 161                                        |                 |
| Лисенка Миколи, 2                                                         |          | Житловий будинок кін. XIX ст. | Рішення Чернівецького облвиконкому від 18.06.1986 р. № 128                                                   | 15/24-Чв        |
| Лисенка Миколи, 4                                                         |          | Житловий будинок, кін. XIX ст. | Розпорядження представника Президента України від 23.03.1994 р. № 161                                        | 15/23-Чв        |
| Лисенка Миколи, 6 — Гете Йогана Вольфганга фон, 5                         |          | Житловий будинок кін. XIX — поч. XX ст. | Рішення Чернівецького облвиконкому від 18.06.1986 р. № 128                                                   | 15/25-Чв        |
| Лисенка Миколи, 8 — Гете Йогана Вольфганга фон, 3                         |          | Житловий будинок поч. XX ст. | Рішення Чернівецького облвиконкому від 18.06.1986 р. № 128                                                   | 15/26-Чв        |
| Лисенка Миколи, 10                                                        |          | Житловий будинок поч. XX ст. | Рішення Чернівецького облвиконкому від 18.06.1986 р. № 128                                                   | 15/27-Чв        |
| Лисенка Миколи, 12                                                        |          | Житловий будинок, поч. XX ст. | Рішення Чернівецького облвиконкому від 18.06.1986 р. № 128                                                   | 15/28-Чв        |
| Лисенка Миколи, 14 — Сковороди Григорія, 23                               |          | Житловий будинок, поч. XX ст. | Розпорядження представника Президента України від 23.03.1994 р. № 161                                        |                 |
| Лібкнехта Карла, 12                                                       |          | Житловий будинок, кін. XVIII ст. | Розпорядження представника Президента України від 23.03.1994 р. № 161                                        |                 |
| Лозівська, 20                                                             |          | Лютеранська кірха, 1873 р. | Розпорядження представника Президента України від 23.03.1994 р. № 161                                        |                 |
| Масикевича Ореста провулок, 12                                            |          | Михайлівська церква, 1884 р., архітектор Коротинський | Розпорядження представника Президента України від 18.02.1987 р. № 30                                         | 88-Чв           |
| Авксентія Яківчука, 11                                                    |          | Вілла, 1930-рр. | Розпорядження представника Президента України від 23.03.1994 р. № 161                                        |                 |
| Міцкевича Адама, 5                                                        |          | Чиншовий будинок, кін. XIX ст. | Розпорядження представника Президента України від 23.03.1994 р. № 161                                        |                 |
| Міцкевича Адама, 7                                                        |          | Житловий будинок, 80-рр. XIX ст. | Розпорядження представника Президента України від 23.03.1994 р. № 161                                        |                 |
| Нагірна, 1 — 29 Березня, 2                                                |          | Господарські будівлі, поч. XIX ст. | Розпорядження представника Президента України від 23.03.1994 р. № 161                                        |                 |
| Капеланська, 2 — Вокзальна, 17                                            |          | Адміністративний будинок, поч. XX ст. | Розпорядження представника Президента України від 23.03.1994 р. № 161                                        |                 |
| Капеланська, 2А                                                           |          | Будинок пожежної охорони кін. XIX ст. | Розпорядження представника Президента України від 23.03.1994 р. № 161                                        |                 |
| Капеланська, 3                                                            |          | Виноробний завод, 1905 р. | Розпорядження представника Президента України від 23.03.1994 р. № 161                                        |                 |
| Капеланська, 27—29                                                        |          | Муніципальна народна школа кін. XIX ст. | Розпорядження представника Президента України від 23.03.1994 р. № 161                                        |                 |
| Капеланська, 31                                                           |          | Церква св. Антонія, 1903—1908 рр. | Розпорядження представника Президента України від 23.03.1994 р. № 161                                        |                 |
| Ончула Аурела, 6 — Героїв Майдану                                         |          | Готель, поч. XX ст. | Розпорядження представника Президента України від 23.03.1994 р. № 161                                        |                 |
| Кушніренка Андрія, 2 — Олександра Щербанюка, 9                            |          | Житловий будинок, 30-рр. XX ст. | Розпорядження представника Президента України від 23.03.1994 р. № 161                                        |                 |
| Орловська, 10                                                             |          | Житловий будинок 1901 р. | Розпорядження представника Президента України від 23.03.1994 р. № 161                                        |                 |
| Орловська, 17                                                             |          | Житловий будинок, 1920 рр. | Розпорядження представника Президента України від 23.03.1994 р. № 161                                        |                 |
| Панфілова, 5                                                              |          | Вілла Филиповича, 30-рр. XX ст. | Розпорядження представника Президента України від 23.03.1994 р. № 161                                        |                 |
| Переяславська, 3                                                          |          | Житлово-торговий будинок, сер. XIX ст. | Розпорядження представника Президента України від 23.03.1994 р. № 161                                        |                 |
| Переяславська, 4                                                          |          | Чиншовий будинок, кін. XIX ст. | Розпорядження представника Президента України від 23.03.1994 р. № 161                                        |                 |
| Переяславська, 6                                                          |          | Чиншовий будинок, кін. XIX ст. | Розпорядження представника Президента України від 23.03.1994 р. № 161                                        |                 |
| Переяславська, 8                                                          |          | Чиншовий будинок, кін. XIX ст. | Розпорядження представника Президента України від 23.03.1994 р. № 161                                        |                 |
| Переяславська, 22                                                         |          | Житловий будинок, сер. XIX ст. | Розпорядження представника Президента України від 23.03.1994 р. № 161                                        |                 |
| Переяславська, 23                                                         |          | Адміністративний будинок, сер. XIX ст. | Розпорядження представника Президента України від 23.03.1994 р. № 161                                        |                 |
| Переяславська, 24                                                         |          | Житловий будинок, 70—80 рр. XIX ст. | Розпорядження представника Президента України від 23.03.1994 р. № 161                                        |                 |
| Петергофська, 1                                                           |          | Житловий будинок, 1930 р. | Розпорядження представника Президента України від 18.02.1987 р. № 30                                         | 48-Чв           |
| Пирогова Миколи, 3                                                        |          | Вілла, 30-рр. XX ст. | Розпорядження представника Президента України від 23.03.1994 р. № 161                                        |                 |
| Пирогова Миколи, 5                                                        |          | Вілла, 1920 рр. | Розпорядження представника Президента України від 23.03.1994 р. № 161                                        |                 |
| Пирогова Миколи, 7                                                        |          | Вілла, 1920 рр. | Розпорядження представника Президента України від 23.03.1994 р. № 161                                        |                 |
| Підкови Івана, 3                                                          |          | Житловий будинок, XIX ст. | Розпорядження представника Президента України від 23.03.1994 р. № 161                                        |                 |
| Підкови Івана , 10                                                        |          | Костел св. Анни, XIX ст. | Розпорядження представника Президента України від 18.02.1987 р. № 30                                         | 89-Чв           |
| Підкови Івана , 20                                                        |          | Житловий будинок поч. XX ст. | Розпорядження представника Президента України від 23.03.1994 р. № 161                                        |                 |
| Поповича Омеляна, 2                                                       |          | Будинок Крайового уряду Буковини, 1873 р. | Розпорядження представника Президента України від 18.02.1987 р. № 30                                         | 43-Чв           |
| Поповича Омеляна, 17                                                      |          | Бурса ім. Нестора, 1930 р. | Розпорядження представника Президента України від 18.02.1987 р. № 30                                         | 44-Чв           |
| Прутська, 23 А                                                            |          | Теплова електростанція, 1926—1930 рр. | Розпорядження представника Президента України від 23.03.1994 р. № 161                                        |                 |
| Руська, 3 — Українська, 4                                                 |          | Житлово-торговий будинок сер. XIX ст. | Розпорядження представника Президента України від 23.03.1994 р. № 161                                        |                 |
| Руська, 5 — Українська, 5                                                 |          | Житловий будинок 80-рр. XIX ст. | Розпорядження представника Президента України від 23.03.1994 р. № 161                                        |                 |
| Руська, 6                                                                 |          | Монастир кін. XIX ст. | Розпорядження представника Президента України від 23.03.1994 р. № 161                                        |                 |
| Руська, 17                                                                |          | Чиншовий будинок кін. XIX ст. | Розпорядження представника Президента України від 23.03.1994 р. № 161                                        |                 |
| Руська, 28                                                                |          | Церква уніатська, 1820 р. | Рішення Чернівецького облвиконкому від 18.06.1986 р. № 128                                                   | 13-Чв           |
| Руська, 35                                                                |          | Миколаївський кафедральний собор, 1936—1939 рр. | Розпорядження представника Президента України від 23.03.1994 р. № 161                                        | 14-Чв           |
| Руська, 233 — 235                                                         |          | Петропавлівська церква, 1938 р. | Розпорядження представника Президента України від 18.02.1987 р. № 30                                         | 49-Чв           |
| Сагайдачного Петра гетьмана, 85                                           |          | Чиншовий будинок, поч. XX ст. | Розпорядження представника Президента України від 23.03.1994 р. № 161                                        |                 |
| Садовського Миколи, 1 — Руська, 19                                        |          | Чиншовий будинок, поч. XX ст. | Розпорядження представника Президента України від 23.03.1994 р. № 161                                        |                 |
| Садовського Миколи, 3                                                     |          | Житловий будинок, кін. XIX ст. | Розпорядження представника Президента України від 18.02.1987 р. № 30                                         | 50-Чв           |
| Садовського Миколи, 4                                                     |          | Житловий будинок, кін. XIX ст. | Розпорядження представника Президента України від 18.02.1987 р. № 30                                         | 55.1-Чв         |
| Садовського Миколи, 5                                                     |          | Житловий будинок, кін. XIX ст. | Розпорядження представника Президента України від 18.02.1987 р. № 30                                         | 51-Чв           |
| Садовського Миколи, 6                                                     |          | Житловий будинок, кін. XIX ст. | Розпорядження представника Президента України від 18.02.1987 р. № 30                                         | 55..2-Чв        |
| Садовського Миколи, 8                                                     |          | Житловий будинок, кін. XIX ст. | Розпорядження представника Президента України від 18.02.1987 р. № 30                                         | 55.3-Чв         |
| Саксаганського Панаса, 5                                                  |          | Житловий будинок, кін. XIX ст. | Розпорядження представника Президента України від 18.02.1987 р. № 30                                         | 52-Чв           |
| Саксаганського Панаса, 8                                                  |          | Житловий будинок, 1930 р. | Розпорядження представника Президента України від 18.02.1987 р. № 30                                         | 53-Чв           |
| Сімовича Василя, 16 — Хмельницького Богдана, 65                           |          | Чиншовий будинок поч. XX ст. | Розпорядження представника Президента України від 23.03.1994 р. № 161                                        |                 |
| Сімовича Василя, 19                                                       |          | Синагога, 30-рр. XX ст. | Розпорядження представника Президента України від 23.03.1994 р. № 161                                        |                 |
| Сімовича Василя, 21                                                       |          | Будинок доктора Гайма, 1925 р. | Розпорядження представника Президента України від 23.03.1994 р. № 161                                        |                 |
| Сімовича Василя, 21 А                                                     |          | Ткацька (оксамитова) фабрика, 1922 р. | Розпорядження представника Президента України від 23.03.1994 р. № 161                                        |                 |
| Сімовича Василя, 23                                                       |          | Житловий будинок, 1920 рр. | Розпорядження представника Президента України від 23.03.1994 р. № 161                                        |                 |
| Сковороди Григорія, 17                                                    |          | Чиншовий будинок, 1925—1930 рр. | Розпорядження представника Президента України від 23.03.1994 р. № 161                                        |                 |
| Смаль-Стоцького Степана академіка, 1 — Маяковського Володимира, 12        |          | Чиншовий будинок, 1938—1939 рр. | Розпорядження представника Президента України від 23.03.1994 р. № 161                                        |                 |
| Соборна пл., 2                                                            |          | Дівочий ліцей, кін. XIX ст. | Розпорядження представника Президента України від 23.03.1994 р. № 161                                        |                 |
| Соборна площа, 6 — Нагірна, 2                                             |          | Будинок кримінального суду, 1930 р. | Розпорядження представника Президента України від 23.03.1994 р. № 161                                        |                 |
| Стеценка Кирила, 3                                                        |          | Адмінспоруда, 1930 р. | Розпорядження представника Президента України від 18.02.1987 р. № 30                                         | 53-А-Чв         |
| Сторожинецька, 25                                                         |          | Церква Петра і Павла, 30-рр. XX ст. | Розпорядження представника Президента України від 23.03.1994 р. № 161                                        |                 |
| Петрищука Олександра, 4                                                   |          | Житловий будинок поч. XX ст. | Розпорядження представника Президента України від 23.03.1994 р. № 161                                        |                 |
| Петрищука Олександра, 6                                                   |          | Житло офіцерів, 1920 рр. | Розпорядження представника Президента України від 23.03.1994 р. № 161                                        |                 |
| Сучавська, 2 — Шептицького Андрея Митрополита, 27                         |          | Житлово-торговий будинок, 1930 рр. | Розпорядження представника Президента України від 23.03.1994 р. № 161                                        |                 |
| Ткачука Петра, 1                                                          |          | Церква Миколаївська, кін. XIX — поч. XX ст. | Розпорядження представника Президента України від 18.02.1987 р. № 30                                         | 91-Чв           |
| Тобілевича Івана, 6                                                       |          | Житловий будинок 1930 р. | Розпорядження представника Президента України від 18.02.1987 р. № 30                                         | 54—Чв           |
| Тобілевича Івана, 8                                                       |          | Житловий будинок (вілла «Романа»), 1930 р. | Розпорядження представника Президента України від 18.02.1987 р. № 30                                         | 55-Чв           |
| Толстого Льва, 3                                                          |          | Житловий будинок, 1898 р. | Розпорядження представника Президента України від 23.03.1994 р. № 161                                        |                 |
| Толстого Льва, 4                                                          |          | Житловий будинок 70—80 рр. | Розпорядження представника Президента України від 23.03.1994 р. № 161                                        |                 |
| Толстого Льва, 5                                                          |          | Чиншовий будинок 1905—1910 рр. | Розпорядження представника Президента України від 23.03.1994 р. № 161                                        |                 |
| Толстого Льва, 6                                                          |          | Католицький сиротинець, 70—80 рр. XIX ст. | Розпорядження представника Президента України від 23.03.1994 р. № 161                                        |                 |
| Толстого Льва, 7                                                          |          | Житловий будинок, 70—80 рр. XIX ст. | Розпорядження представника Президента України від 23.03.1994 р. № 161                                        |                 |
| Толстого Льва, 9                                                          |          | Житлово-комунальний будинок, 1896 р. | Розпорядження представника Президента України від 23.03.1994 р. № 161                                        |                 |
| Толстого Льва, 18 — Хмельницького Богдана, 23                             |          | Чиншовий будинок, 1908 р. | Розпорядження представника Президента України від 23.03.1994 р. № 161                                        |                 |
| Толстого Льва, 21 — Хмельницького Богдана, 25                             |          | Будинок Карла Вельта, 1910 р. | Розпорядження представника Президента України від 23.03.1994 р. № 161                                        |                 |
| Ярослава Мудрого, 198                                                     |          | Синагога, сер. XIX ст. | Розпорядження представника Президента України від 23.03.1994 р. № 161                                        |                 |
| Ярослава Мудрого, 198                                                     |          | Житло рабина, поч. XX ст. | Розпорядження представника Президента України від 23.03.1994 р. № 161                                        |                 |
| Турецька, 1 — Шептицького Андрея Митрополита, 17                          |          | Чиншовий будинок кін. XIX ст. | Розпорядження представника Президента України від 23.03.1994 р. № 161                                        |                 |
| Турецька, 3                                                               |          | Чиншовий будинок кін. XIX ст. | Розпорядження представника Президента України від 23.03.1994 р. № 161                                        |                 |
| Турецька, 4                                                               |          | Чиншовий будинок, кін. XIX ст. | Розпорядження представника Президента України від 23.03.1994 р. № 161                                        |                 |
| Турецька, 6                                                               |          | Чиншовий будинок, 1937—1938 рр. | Розпорядження представника Президента України від 23.03.1994 р. № 161                                        |                 |
| Турецька, 7 — Турецький провулок                                          |          | Житловий будинок, сер. XIX ст. | Розпорядження представника Президента України від 23.03.1994 р. № 161                                        |                 |
| Турецька, 9 — Шкільна, 8                                                  |          | Будинок соцзабезпечення, 1938—1940 рр. | Розпорядження представника Президента України від 23.03.1994 р. № 161                                        |                 |
| Турецька, 10                                                              |          | Єврейський центр «Гойнбі-галлі», поч. XIX ст. | Розпорядження представника Президента України від 23.03.1994 р. № 161                                        |                 |
| Турецька, 32                                                              |          | Адміністративна і житлова споруда, XVIII ст. | Розпорядження представника Президента України від 18.02.1987 р. № 30                                         | Ш.45-Чв         |
| Українки Лесі, 1                                                          |          | Загальна жіноча школа, 1908 р. | Розпорядження представника Президента України від 23.03.1994 р. № 161                                        |                 |
| Українки Лесі, 3                                                          |          | Приміщення пожежного товариства, 1891 р. | Розпорядження представника Президента України від 18.02.1987 р. № 30                                         | 56-Чв           |
| Українки Лесі, 7                                                          |          | Електростанція, 1897 р. | Розпорядження представника Президента України від 18.02.1987 р. № 30                                         | 57-Чв           |
| Українки Лесі, 9                                                          |          | Театральні майстерні, XX ст. | Розпорядження представника Президента України від 18.02.1987 р. № 30                                         | 58-Чв           |
| Українки Лесі, 11                                                         |          | Поліклініка, 30-рр. XX ст. | Розпорядження представника Президента України від 18.02.1987 р. № 30                                         | 59-Чв           |
| Українки Лесі, 12                                                         |          | Житловий будинок (кооператив), 20-рр. XX ст. | Розпорядження представника Президента України від 23.03.1994 р. № 161                                        |                 |
| Українки Лесі, 14                                                         |          | Житловий будинок, кін XIX — поч. XX ст. | Розпорядження представника Президента України від 18.02.1987 р. № 30                                         | 60-Чв           |
| Українки Лесі, 16 — Сіді Таль, 6                                          |          | Житловий будинок, поч. XX ст. | Рішення Чернівецького облвиконкому від 18.06.1986 р. № 128                                                   | 5/21-Чв         |
| Українки Лесі, 18                                                         |          | Житловий будинок, поч. XX ст. | Рішення Чернівецького облвиконкому від 18.06.1986 р. № 128                                                   |                 |
| Українки Лесі, 23 — Київська, 2                                           |          | Бібліотека університету, 1938—1956 рр. | Розпорядження представника Президента України від 23.03.1994 р. № 161                                        |                 |
| Українська, 22                                                            |          | Житловий будинок (особняк), поч. XX ст. | Розпорядження представника Президента України від 18.02.1987 р. № 30                                         | 61-Чв           |
| Українська, 24                                                            |          | Житловий будинок, кін. XIX ст. | Розпорядження представника Президента України від 23.03.1994 р. № 161                                        |                 |
| Українська, 26                                                            |          | Житловий будинок, поч. XX ст. | Розпорядження представника Президента України від 23.03.1994 р. № 161                                        |                 |
| Українська, 29 — Ломоносова Михайла, 1                                    |          | Житловий будинок, кін. XIX ст. | Розпорядження представника Президента України від 23.03.1994 р. № 161                                        |                 |
| Українська, 42                                                            |          | Житловий будинок, 1867—1886 рр. | Розпорядження представника Президента України від 18.02.1987 р. № 30                                         | 61-А-Чв         |
| Українська, 43                                                            |          | Житловий будинок, 1886 р. | Розпорядження представника Президента України від 18.02.1987 р. № 30                                         | 63-Чв           |
| Українська, 44                                                            |          | Житловий будинок, поч. XX ст. | Розпорядження представника Президента України від 18.02.1987 р. № 30                                         | 62-Чв           |
| Українська, 48                                                            |          | Житловий будинок, кін. XIX ст. | Розпорядження представника Президента України від 18.02.1987 р. № 30                                         | 64-Чв           |
| Українська, 57 — Шевченко Тараса, 45                                      |          | Чиншовий будинок, 20-рр. XX ст. | Розпорядження представника Президента України від 23.03.1994 р. № 161                                        |                 |
| Університетська, 4                                                        |          | Молдавський банк, 20-рр. XX ст. | Розпорядження представника Президента України від 23.03.1994 р. № 161                                        |                 |
| Університетська, 5 — Бандери Степана, 1                                   |          | Телефонно-переговорна станція, 1949—1954 рр. | Розпорядження представника Президента України від 23.03.1994 р. № 161                                        |                 |
| Університетська, 9                                                        |          | Житловий будинок, поч. XX ст. | Рішення Чернівецького облвиконкому від 18.06.1986 р. № 128                                                   | 15/29-Чв        |
| Університетська, 12 — 28 Червня, 1                                        |          | Кооперативний чиншовий будинок, 1932 р. | Розпорядження представника Президента України від 23.03.1994 р. № 161                                        |                 |
| Університетська, 14                                                       |          | Чиншовий будинок, 1932—1936 рр. | Розпорядження представника Президента України від 23.03.1994 р. № 161                                        |                 |
| Університетська, 15 — Гете Йогана Вольфганга фон, 9                       |          | Житловий будинок, поч. XX ст. | Розпорядження представника Президента України від 23.03.1994 р. № 161                                        | 15/30-Чв        |
| Університетська, 16                                                       |          | Чиншовий будинок, 1931—1934 рр. | Розпорядження представника Президента України від 23.03.1994 р. № 161                                        |                 |
| Університетська, 17 — Сковороди Григорія, 9                               |          | Чиншовий будинок, 20-рр. XX ст. | Розпорядження представника Президента України від 23.03.1994 р. № 161                                        |                 |
| Університетська, 19                                                       |          | Навчальний корпус університету, XIX ст. | Розпорядження представника Президента України від 23.03.1994 р. № 161                                        | 65-Чв           |
| Університетська, 23                                                       |          | Євангелистська кірха, 1847—1849 рр. арх. І Єнгельс | Розпорядження представника Президента України від 23.03.1994 р. № 161                                        |                 |
| Університетська, 27                                                       |          | Житло священиків, кін. XIX ст. | Розпорядження представника Президента України від 23.03.1994 р. № 161                                        |                 |
| Університетська, 28                                                       |          | Навчальний корпус університету, 1874—1875 рр. | Розпорядження представника Президента України від 23.03.1994 р. № 161                                        | 16-Чв           |
| Університетська, 34 — Вавілова Миколи академіка, 14                       |          | Готель «Пансіон сіті», кін. XIX ст. | Розпорядження представника Президента України від 23.03.1994 р. № 161                                        |                 |
| Університетська, 36                                                       |          | Чиншовий будинок, поч. XX ст. | Розпорядження представника Президента України від 23.03.1994 р. № 161                                        |                 |
| Університетська, 38                                                       |          | Житловий будинок, 1903 р. | Розпорядження представника Президента України від 23.03.1994 р. № 161                                        | 66-Чв           |
| Університетська, 48 — Дарвіна Чарльза, 23                                 |          | Чиншовий будинок, кін. XIX ст. | Розпорядження представника Президента України від 23.03.1994 р. № 161                                        |                 |
| Університетська, 50 — Дарвіна Чарльза, 6                                  |          | Житловий будинок сер. XIX ст. | Розпорядження представника Президента України від 23.03.1994 р. № 161                                        |                 |
| Університетська, 54                                                       |          | Чиншовий будинок, 1893 р. | Розпорядження представника Президента України від 23.03.1994 р. № 161                                        |                 |
| Університетська, 60 — Коцюбинського Михайла, 5                            |          | Житловий будинок сер. XIX ст. | Розпорядження представника Президента України від 23.03.1994 р. № 161                                        |                 |
| Федьковича Юрія, 11                                                       |          | Палац, 1887 р. | Розпорядження представника Президента України від 23.03.1994 р. № 161                                        |                 |
| Федьковича Юрія, 15                                                       |          | Житловий будинок, 20—30 рр. XX ст. | Розпорядження представника Президента України від 18.02.1987 р. № 30                                         | 67-Чв           |
| Федьковича Юрія, 24                                                       |          | Житловий будинок, 20—30 рр. XX ст. | Розпорядження представника Президента України від 18.02.1987 р. № 30                                         | 68-Чв           |
| Федьковича Юрія, 27 А                                                     |          | Житловий будинок, 20—30 рр. XX ст. | Розпорядження представника Президента України від 18.02.1987 р. № 30                                         | 69-Чв           |
| Федьковича Юрія, 54                                                       |          | Житловий будинок, 20—30 рр. XX ст. | Розпорядження представника Президента України від 18.02.1987 р. № 30                                         | 70-Чв           |
| Філармонії площа, 2                                                       |          | Префектура поліції, 70—80 рр. XIX ст. | Розпорядження представника Президента України від 23.03.1994 р. № 161                                        |                 |
| Філармонії площа, 3                                                       |          | Чиншовий будинок, кін. XIX ст. | Розпорядження представника Президента України від 23.03.1994 р. № 161                                        |                 |
| Філармонії площа, 5 — Горького Максима, 1                                 |          | Чиншовий будинок, кін. XIX ст. | Розпорядження представника Президента України від 23.03.1994 р. № 161                                        |                 |
| Філармонії площа, 6 — Горького Максима, 2                                 |          | Готель «Золотий орел», 60—70 рр. XIX ст. | Розпорядження представника Президента України від 23.03.1994 р. № 161                                        |                 |
| Філармонії площа, 10                                                      |          | Зал музичного товариства, 1878 р., арх. В. Грекул | Розпорядження представника Президента України від 05.08.1982 р. № 261                                        | 17-Чв           |
| Франка Івана, 2 — Емінеску Михая, 1                                       |          | Гімназія, 1813—1817 рр. | Рішення Чернівецького облвиконкому від 18.06.1986 р. № 128                                                   | 18/1-Чв         |
| Франка Івана, 4 — Штерна Манфреда, 1                                      |          | Австро-Угорський банк, ІІ пол. XIX ст. | Рішення Чернівецького облвиконкому від 18.06.1986 р. № 128                                                   | 18/2-Чв         |
| Франка Івана, 6                                                           |          | Житловий будинок (Раппорта), XIX ст. | Рішення Чернівецького облвиконкому від 18.06.1986 р. № 128                                                   | 18/3-Чв         |
| Франка Івана, 7                                                           |          | Житловий будинок, 20—30 рр. XX ст. | Рішення Чернівецького облвиконкому від 18.06.1986 р. № 128                                                   | 18/6-Чв         |
| Франка Івана, 8 — Міцкевича Адама, 2 — Бандери Степана, 13                |          | Промисловий музей, 1885 р. | Рішення Чернівецького облвиконкому від 18.06.1986 р. № 128                                                   | 18/4-Чв         |
| Франка Івана, 10                                                          |          | Житловий будинок кін. XIX — поч. XX ст. | Рішення Чернівецького облвиконкому від 18.06.1986 р. № 128                                                   | 18/5-Чв         |
| Франка Івана, 12                                                          |          | Житлово-торговий будинок, сер. XIX ст. | Розпорядження представника Президента України від 23.03.1994 р. № 161                                        |                 |
| Франка Івана, 14                                                          |          | Житлово-торговий будинок, сер. XIX ст. | Розпорядження представника Президента України від 23.03.1994 р. № 161                                        |                 |
| Франка Івана, 15                                                          |          | Житловий будинок, поч. XX ст. | Рішення Чернівецького облвиконкому від 18.06.1986 р. № 128                                                   | 18/7-Чв         |
| Франка Івана, 16                                                          |          | Житлово-торговий будинок, 70-рр. XIX ст. | Розпорядження представника Президента України від 23.03.1994 р. № 161                                        |                 |
| Франка Івана, 20                                                          |          | Житло семінаристів, сер. XIX ст. | Розпорядження представника Президента України від 23.03.1994 р. № 161                                        |                 |
| Франка Івана, 23                                                          |          | Житловий будинок, поч. XX ст. | Рішення Чернівецького облвиконкому від 18.06.1986 р. № 128                                                   | 18/8-Чв         |
| Франка Івана, 26                                                          |          | Чиншовий будинок, поч. XX ст. | Розпорядження представника Президента України від 23.03.1994 р. № 161                                        |                 |
| Аксенина Василя, 3                                                        |          | Вілла, 30-рр. XX ст. | Розпорядження представника Президента України від 23.03.1994 р. № 161                                        |                 |
| Аксенина Василя 6                                                         |          | Залізничне управління, 1905—1907 рр. | Розпорядження представника Президента України від 18.02.1987 р. № 30                                         | 71-Чв           |
| Аксенина Василя, 31 — Ботанічний провулок, 1                              |          | Вілла, 30-рр. XX ст. | Розпорядження представника Президента України від 23.03.1994 р. № 161                                        |                 |
| Фурманова Дмитра, 30 — провулок 1 Фурманова Дмитра, без номера            |          | Вілла, поч. XX ст. | Розпорядження представника Президента України від 23.03.1994 р. № 161                                        |                 |
| Фучика Юліуса, 3                                                          |          | Чиншовий будинок, кін. XIX ст. | Розпорядження представника Президента України від 23.03.1994 р. № 161                                        |                 |
| Фучика Юліуса, 12                                                         |          | Житловий будинок, поч. XX ст. | Розпорядження представника Президента України від 18.02.1987 р. № 30                                         | 72-Чв           |
| Фучика Юліуса, 20                                                         |          | Житловий будинок, 1903 р. | Розпорядження представника Президента України від 18.02.1987 р. № 30                                         | 73-Чв           |
| Хмельницького Богдана, 2 — Гагаріна Юрія, 1                               |          | Чиншовий будинок, 70—80 рр. XIX ст. | Розпорядження представника Президента України від 23.03.1994 р. № 161                                        |                 |
| Хмельницького Богдана, 4                                                  |          | Чиншовий будинок, кін. XIX ст. | Розпорядження представника Президента України від 23.03.1994 р. № 161                                        |                 |
| Хмельницького Богдана провулок, 4, 6                                      |          | Житловий будинок (вілла), поч. XX ст. | Рішення Чернівецького облвиконкому від 18.02.1987 р. № 30                                                    |                 |
| Хмельницького Богдана, 7                                                  |          | Житловий будинок, поч. XX ст. | Розпорядження представника Президента України від 23.03.1994 р. № 161                                        |                 |
| Хмельницького Богдана, 18                                                 |          | Чиншовий будинок, поч. XX ст. | Розпорядження представника Президента України від 23.03.1994 р. № 161                                        |                 |
| Хмельницького Богдана, 20 — Хмельницького Богдана провулок, 2             |          | Чиншовий будинок, кін. XIX ст. | Розпорядження представника Президента України від 23.03.1994 р. № 161                                        |                 |
| Хмельницького Богдана, 32                                                 |          | Чиншовий будинок, поч. XX ст. | Розпорядження представника Президента України від 23.03.1994 р. № 161                                        |                 |
| Хмельницького Богдана, 36                                                 |          | Житловий будинок, кін. XIX — поч. XX ст. | Розпорядження представника Президента України від 23.03.1994 р. № 161                                        | 75-Чв           |
| Хмельницького Богдана, 38                                                 |          | Чиншовий будинок, поч. XX ст. | Розпорядження представника Президента України від 23.03.1994 р. № 161                                        |                 |
| Хмельницького Богдана, 40 — Конституційна, 32                             |          | Житловий будинок, кін. XIX ст. | Розпорядження представника Президента України від 23.03.1994 р. № 161                                        |                 |
| Хмельницького Богдана, 45 — Горького Максима, 21                          |          | Дім Спілки лікарів Буковини, поч. XX ст., арх. Роберт Фітек | Розпорядження представника Президента України від 23.03.1994 р. № 161                                        | 74-Чв           |
| Хмельницького Богдана, 47                                                 |          | Синагога, кін. XIX ст. | Розпорядження представника Президента України від 23.03.1994 р. № 161                                        |                 |
| Хмельницького Богдана, 50 — Сімовича Василя, 17                           |          | Будинок рабина, 30-рр. XX ст. | Розпорядження представника Президента України від 23.03.1994 р. № 161                                        |                 |
| Хмельницького Богдана, 51                                                 |          | Чиншовий будинок, поч. XX ст. | Розпорядження представника Президента України від 23.03.1994 р. № 161                                        |                 |
| Хмельницького Богдана, 53                                                 |          | Чиншовий будинок, поч. XX ст. | Розпорядження представника Президента України від 23.03.1994 р. № 161                                        |                 |
| Хмельницького Богдана, 59                                                 |          | Чиншовий будинок, 1910 р. | Розпорядження представника Президента України від 23.03.1994 р. № 161                                        |                 |
| Хмельницького Богдана, 63                                                 |          | Чиншовий будинок, кін. XIX ст. | Розпорядження представника Президента України від 23.03.1994 р. № 161                                        |                 |
| Хмельницького Богдана, 68                                                 |          | Житловий будинок, кін. XIX ст. | Розпорядження представника Президента України від 23.03.1994 р. № 161                                        |                 |
| Хмельницького Богдана, 34 — Новикова-Прибоя Олексія, 2                    |          | Чиншовий будинок, 1906 р. | Розпорядження представника Президента України від 23.03.1994 р. № 161                                        |                 |
| Трояндова, 4, 6                                                           |          | Житлові будинки, 70—80 рр. XIX ст. | Розпорядження представника Президента України від 23.03.1994 р. № 161                                        |                 |
| Трояндова, 10                                                             |          | Вілла Цимплера, 1898 р. | Розпорядження представника Президента України від 23.03.1994 р. № 161                                        |                 |
| Поштова, 6                                                                |          | Поштамт, 1889 р.; арх. Ю. Захаревич | Розпорядження представника Президента України від 05.08.1982 р. № 261                                        | 20-Чв           |
| Чайковського Петра, 5                                                     |          | Житлово-торговий будинок, кін. XIX ст. | Розпорядження представника Президента України від 23.03.1994 р. № 161                                        |                 |
| Кайндля Раймунда-Фрідріха, 2                                              |          | Кінотеатр «Вікторія», 30-рр. XX ст. | Розпорядження представника Президента України від 23.03.1994 р. № 161                                        |                 |
| Кайндля Раймунда-Фрідріха, 4                                              |          | Чиншовий будинок, поч. XX ст. | Розпорядження представника Президента України від 23.03.1994 р. № 161                                        |                 |
| Кайндля Раймунда-Фрідріха, 5                                              |          | Чиншовий будинок, поч. XX ст. | Розпорядження представника Президента України від 23.03.1994 р. № 161                                        |                 |
| Кайндля Раймунда-Фрідріха, 7                                              |          | Чиншовий будинок, поч. XX ст. | Розпорядження представника Президента України від 23.03.1994 р. № 161                                        |                 |
| Кайндля Раймунда-Фрідріха, 8                                              |          | Агропродуктовий банк, поч. XX ст. | Розпорядження представника Президента України від 23.03.1994 р. № 161                                        |                 |
| Кайндля Раймунда-Фрідріха, 9                                              |          | Італійське посольство, кін. XIX ст. | Розпорядження представника Президента України від 23.03.1994 р. № 161                                        |                 |
| Кайндля Раймунда-Фрідріха, 10                                             |          | Житловий будинок, поч. XX ст. | Розпорядження представника Президента України від 18.02.1987 р. № 30                                         | 47-Чв           |
| Кайндля Раймунда-Фрідріха, 11                                             |          | Чиншовий будинок, поч. XX ст. | Розпорядження представника Президента України від 23.03.1994 р. № 161                                        |                 |
| Кайндля Раймунда-Фрідріха, 12                                             |          | Чиншовий будинок, поч. XX ст. | Розпорядження представника Президента України від 23.03.1994 р. № 161                                        |                 |
| Кайндля Раймунда-Фрідріха, 13                                             |          | Чиншовий будинок, поч. XX ст. | Розпорядження представника Президента України від 23.03.1994 р. № 161                                        |                 |
| Кайндля Раймунда-Фрідріха, 14                                             |          | Чиншовий будинок, поч. XX ст. | Розпорядження представника Президента України від 23.03.1994 р. № 161                                        |                 |
| Кайндля Раймунда-Фрідріха, 15                                             |          | Чиншовий будинок поч. XX ст. | Розпорядження представника Президента України від 23.03.1994 р. № 161                                        |                 |
| Кайндля Раймунда-Фрідріха, 16                                             |          | Чиншовий будинок, поч. XX ст. | Розпорядження представника Президента України від 23.03.1994 р. № 161                                        |                 |
| Конституційна, 3                                                          |          | Чиншовий будинок, 1938 р. | Розпорядження представника Президента України від 23.03.1994 р. № 161                                        |                 |
| Конституційна, 28                                                         |          | Чиншовий будинок, 1900 р. | Розпорядження представника Президента України від 23.03.1994 р. № 161                                        |                 |
| Конституційна, 30 — Хмельницького Богдана, 55                             |          | Чиншовий будинок, поч. XX ст. | Розпорядження представника Президента України від 23.03.1994 р. № 161                                        | 78-Чв           |
| Конституційна, 33 — Хмельницького Богдана, 57                             |          | Чиншовий будинок, поч. XX ст. | Розпорядження представника Президента України від 23.03.1994 р. № 161                                        | 22-Чв           |
| Конституційна, 34                                                         |          | Навчальний корпус, кін. XIX ст. | Розпорядження представника Президента України від 23.03.1994 р. № 161                                        | 79-Чв           |
| Конституційна, 38                                                         |          | Житловий будинок, 1878 р. | Розпорядження представника Президента України від 23.03.1994 р. № 161                                        | 80-Чв           |
| Конституційна, 40                                                         |          | Адміністративний будинок, кін. XIX ст. | Розпорядження представника Президента України від 23.03.1994 р. № 161                                        | 82-Чв           |
| Конституційна, 46 — Богуна Івана, 30                                      |          | Житловий будинок, 20-рр. XX ст. | Розпорядження представника Президента України від 23.03.1994 р. № 161                                        | 81-Чв           |
| Конституційна, 49                                                         |          | Кооперативний житловий будинок, 30-рр. XIX ст. | Розпорядження представника Президента України від 23.03.1994 р. № 161                                        | 83-Чв           |
| Конституційна, 52                                                         |          | Приватна лікарня, кін. XIX ст. | Розпорядження представника Президента України від 23.03.1994 р. № 161                                        | 85-Чв           |
| Конституційна, 60                                                         |          | Житловий будинок, кін. XIX ст. | Рішення Чернівецького облвиконкому від 18.02.1987 р. № 30                                                    | 77-Чв           |
| Конституційна, 69 — Степана Костишина, 2                                  |          | Адміністративний будинок, 20-рр. XX ст. | Розпорядження представника Президента України від 23.03.1994 р. № 161                                        |                 |
| Конституційна, 73 — Вовчка Марка, 1                                       |          | Монастир, 30-рр. XX ст. | Розпорядження представника Президента України від 23.03.1994 р. № 161                                        | 86-Чв           |
| Чорноморська, 4                                                           |          | Вілла, 30-рр. XX ст. | Розпорядження представника Президента України від 23.03.1994 р. № 161                                        |                 |
| Шевченка Тараса, 1Б                                                       |          | Реміснича школа, кін. XIX ст. | Розпорядження представника Президента України від 18.02.1987 р № 30                                          | 78-Чв           |
| Шевченка Тараса, 2                                                        |          | Римо-католицький костел «Серце Ісуса», 1892—1894 рр. | Розпорядження представника Президента України від 05.08.1982 р. № 261                                        | 22-Чв           |
| Шевченка Тараса, 47                                                       |          | Житловий будинок, поч. XX ст. | Розпорядження представника Президента України від 18.02.1987 р № 30                                          | 79-Чв           |
| Шевченка Тараса, 50 — Гулака-Артемовського Семена, 2                      |          | Житловий будинок, кін. XIX ст. | Розпорядження представника Президента України від 18.02.1987 р № 30                                          | 80-Чв           |
| Шевченка Тараса, 67 — Добрянського Анатолія, 1                            |          | Житловий будинок, кін. XIX ст. | Розпорядження представника Президента України від 18.02.1987 р № 30                                          | 82-Чв           |
| Шевченка Тараса, 74 — Добрянського Анатолія                               |          | Житловий будинок, кін. XIX ст. | Розпорядження представника Президента України від 18.02.1987 р № 30                                          | 81-Чв           |
| Шевченка Тараса, 77                                                       |          | Житловий будинок, кін. XIX ст. | Розпорядження представника Президента України від 18.02.1987 р № 30                                          | 83-Чв           |
| Шептицького Андрея Митрополита, 10                                        |          | Буковинський крайовий сейм, 1875 р. | Розпорядження представника Президента України від 18.02.1987 р № 30                                          | 85-Чв           |
| Шептицького Андрея Митрополита, 11                                        |          | Водолікарня, сер. XIX ст. | Розпорядження представника Президента України від 23.03.1994 р. № 161                                        |                 |
| Шептицького Андрея Митрополита, 19 — Турецька, 2                          |          | Дівочий ліцей, кін. XIX ст. | Розпорядження представника Президента України від 23.03.1994 р. № 161                                        |                 |
| Шептицького Андрея Митрополита, 25                                        |          | Будинок Адлерсберга, 80—90 рр. XIX ст. | Розпорядження представника Президента України від 18.02.1987 р № 30                                          | 86-Чв           |
| Шептицького Андрея Митрополита, 26                                        |          | Початкова школа, кін. XIX ст. | Розпорядження представника Президента України від 23.03.1994 р. № 161                                        |                 |
| Шіллера Фрідріха, 1 — Котляревського Івана, 15                            |          | Житловий будинок, поч. XX ст. | Рішення Чернівецького облвиконкому від 18.06.1986 р. № 128                                                   |                 |
| Шіллера Фрідріха, 3                                                       |          | Житловий будинок, поч. XX ст. | Рішення Чернівецького облвиконкому від 18.06.1986 р. № 128                                                   | 15/14-Чв        |
| Шіллера Фрідріха, 5                                                       |          | Житловий будинок, поч. XX ст. | Рішення Чернівецького облвиконкому від 18.06.1986 р. № 128                                                   | 15/15-Чв        |
| Шіллера Фрідріха, 7                                                       |          | Житловий будинок, поч. XX ст. | Рішення Чернівецького облвиконкому від 18.06.1986 р. № 128                                                   | 15/16-Чв        |
| Шіллера Фрідріха, 9                                                       |          | Житловий будинок, поч. XX ст. | Рішення Чернівецького облвиконкому від 18.06.1986 р. № 128                                                   | 15/17-Чв        |
| Шіллера Фрідріха, 11 — Українки Українки, 20                              |          | Єврейський театр, кін. XIX ст. | Рішення Чернівецького облвиконкому від 18.06.1986 р. № 128                                                   | 15/18-Чв        |
| Шкільна, 1 — Ужгородська, 1                                               |          | Генеральський дім, 1780 р. | Розпорядження представника Президента України від 23.03.1994 р. № 161                                        |                 |
| Шкільна, 2                                                                |          | Управління землекористування, 80-рр. XIX ст. | Розпорядження представника Президента України від 05.08.1982 р. № 261                                        |                 |
| Шкільна, 14                                                               |          | Житловий будинок, поч. XX ст. | Розпорядження представника Президента України від 18.02.1987 р. № 30                                         | 33-Чв           |
| Шолом-Алейхема, 2 — Шкільна, без номера                                   |          | Військова комендатура, сер. XIX ст. | Розпорядження представника Президента України від 23.03.1994 р. № 161                                        |                 |
| Шолом-Алейхема, 26                                                        |          | Житловий будинок, поч. XX ст. | Розпорядження представника Президента України від 23.03.1994 р. № 161                                        |                 |
| Штейнбарга Елієзера, 8 — Університетська, 9                               |          | Чиншовий будинок, 1910 р. | Розпорядження представника Президента України від 23.03.1994 р. № 161                                        |                 |
| Штейнбарга Елієзера, 19                                                   |          | Житловий будинок, поч. XX ст. | Рішення Чернівецького облвиконкому від 18.06.1986 р. № 128                                                   | 15/33-Чв        |
| Штейнбарга Елієзера, 21                                                   |          | Житловий будинок, поч. XX ст. | Рішення Чернівецького облвиконкому від 18.06.1986 р. № 128                                                   | 15/34-Чв        |
| Щепкіна Михайла, 2                                                        |          | Православний дівочий ліцей, кін. XIX — поч. XX ст. | Розпорядження представника Президента України від 18.02.1987 р. № 30                                         |                 |
| Щепкіна Михайла, 4                                                        |          | Навчальний корпус, поч. XX ст. | Розпорядження представника Президента України від 18.02.1987 р. № 30                                         |                 |
| Щепкіна Михайла, 8                                                        |          | Житловий будинок, 20-рр. XX ст. | Розпорядження представника Президента України від 18.02.1987 р. № 30                                         |                 |
| Щепкіна Михайла, 9 — Університетська, 5 Б                                 |          | Вілла, 30-рр. XX ст. | Розпорядження представника Президента України від 23.03.1994 р. № 161                                        |                 |
| Щербанюка Олександра, 4                                                   |          | Школа 30-рр. XX ст. (сучасна ЗОШ № 30) | Цінний приклад громадської архітектури 30-х рр. XX ст. з елементами «румунізованого ар-деко».                |                 |
| Щербанюка Олександра, 35                                                  |          | Житловий будинок, кін. XIX ст. | Розпорядження представника Президента України від 23.03.1994 р. № 161                                        |                 |

## Об'єкти культурної спадщини, пропоновані для взяття на облік
| Місцерозташування пам'ятки                                                   | Світлина | Найменування пам'ятки, орієнтовна дата спорудження | Загальна характеристика |
| ---------------------------------------------------------------------------- | -------- | --- | --- |
| Ансамбль вулиці Барбюса Анрі (№№ 3 — 59)                                     |          | Містобудівний ансамбль вул. А. Барбюса (поч. XIX — поч. XX ст.) | Містобудівний ансамбль вулиці — однієї із найдавніших в центральній частині міста (з різнохарактерними мотивами юдейської символіки). |
| Ансамбль вулиці Богомольця Олександра                                        |          | Містобудівний ансамбль вулиці Богомольця (30-рр. XX ст.) | Містобудівний ансамбль вулиці Богомольця, один із перших прикладів ансамблевої кооперативної житлової забудови 30-х рр. XX ст. в стилі європейського функціоналізму. |
| Ансамбль вулиці Руської (№№ 1 — 28)                                          |          | Містобудівний ансамбль вулиці Руської (поч. XIX — XX ст.) | Містобудівний ансамбль вул. Руської, прорізаної на поч. XIX ст. від Центральної площі (Ringplatz) до Української греко-католицької церкви Успенія Пресвятої Богородиці. |
| Ансамбль вулиці Челюскінців                                                  |          | Містобудівний ансамбль вулиці Челюскінців (поч. XX ст.) | Містобудівний ансамбль вул. Челюскінців, сформований протягом к. XIX — поч. XX ст. із історичної житлової забудови, яка репрезентує еволюцію різноманітних інтерпретацій віденської сецесії із збереженими цінними інтер'єрами парадних та житлових приміщень.                                                                                       |
| 29 Березня, 18                                                               |          | Житловий будинок кін. XIX ст. | Характерна особливість житлового будинку к XIX ст. будинку — надзвичайно цікава деталь: картуш із гірляндами |
| 29 Березня, 32                                                               |          | Житловий будинок ІІ пол. XIX ст. | Яскравий взірець периферійного житлового будинку у стилі «запізнілого класицизму» др. п. XIX ст. |
| 29 Березня, 34                                                               |          | Житловий будинок ІІ пол. XIX ст. | Яскравий приклад периферійного житлового будинку із мішаними елементами «неокласики» та «необароко» |
| 29 Березня, 50                                                               |          | Житловий будинок сер. XIX ст. | Яскравий приклад типової житлової забудови із багатоманітними формами наличників сер. XIX ст., притаманної для будівництва єврейських кварталів" |
| Головна, 88 — Першотравнева                                                  |          | Багатоквартирний житловий будинок 1957 р. | Один із перших прикладів багатоквартирного кооперативного житлового будинку у стилі «сталінської неокласики» 1957 р. будівництва. |
| Гулака-Артемовського Семена, 11                                              |          | Житловий кооперативний будинок 30-рр. XX ст. | Яскравий приклад багатоповерхової житлової забудови із багатоманітним оздобленням у стилі європейського функціоналізму. |
| Гулака-Артемовського Семена, 8                                               |          | Житловий будинок 20—30 рр. XX ст. | Яскравий приклад житлової забудови в національному стилі «необринковяну» 1930-х років. |
| Гулака-Артемовського Семена, 10                                              |          | Житловий будинок поч. XX ст. | Цінний приклад «пізнього модерну» 1910-х рр.; приклад цікавої гри об'ємів. |
| Доброго Івана, 15                                                            |          | Багатоквартирний прибутковий житловий будинок 30-рр. XX ст. | Будинок-корабель у стилі європейського функціоналізму 30-х рр. XX ст. |
| Кобилиці Лук'яна, 88                                                         |          | Середня школа (сучасний філософсько-правовий ліцей) — 1956 р. | Цінний приклад громадської архітектури 50-х рр. XX ст. в стилі «сталінської неокласики». |
| Коцюбинського Михайла, 1                                                     |          | Прибутковий багатоквартирний житловий будинок поч. XX ст. | Прибутковий житловий будинок поч. XX ст. в стилі «флоральних мотивів віденської сецесії» із втраченими квітковими пелюстками (оздобленими позолотою). |
| Мусоргського Модеста, 2                                                      |          | Комплекс споруд психіатричної лікарні із парковою територією (поч. XX ст.) | Ансамбль корпусів психіатричної лікарні — «1902» (на фасаді центрального адміністративного корпусу — вензель із датою будівництва на декоративному картуші). |
| Сагайдачного Петра, 93                                                       |          | Садибний житловий будинок XVIII ст. | Одноповерховий житловий будинок як рідкісний приклад типової садибної забудови міста із чотирискатною конструкцією даху (XVIII ст.) |
| Сіді Таль, 3                                                                 |          | Багатоквартирний житловий будинок 30-рр. XX ст. | Багатоквартирний житловий прибутковий будинок 1930-х рр. XX ст. у стилі європейського функціоналізму. |
| Сіді Таль, 4 — Українки Лесі                                                 |          | Кутовий багатоквартирний житловий будинок поч. XX ст. | Цінний взірець модерну із романтичними тенденціями поч. XX ст. |
| Стасюка Івана — спортивний комплекс університетського студентського містечка |          | Мозаїковий гобелен на фасаді спортивного комплексу (70 рр. XX ст.; смальта; художник-монументаліст Петро Грицин)                                                                                           | Цінний взірець монументального живопису (мозаїка) при оздобленні студентських спортивних комплексів-містечок у 70-х рр. XX ст. |
| Театральна площа                                                             |          | «Алея Зірок» на Театральній площі, 2000 р. | Рішення Чернівецького міськвиконкому від 19.12.2000 р. № 947-24 |
| Українки Лесі, 4                                                             |          | Унікальний приклад житлового родинного особняка межі XIX—XX ст., планування якого віддзеркаленням фасадів стало складовою формування кварталу між вулицями Л. Українки —Котляревського.                    | Своєрідний взірець сімейного особняка на межі XIX—XX ст., розташованого в кварталі між паралельними вулицями, оздоблений кованою брамою із яскраво вираженими флоральними мотивами (композиційний центр із квіткових розеток оздоблений позолотою).                                                                                                  |
| Українки Лесі, 10                                                            |          | Багатоквартирний житловий будинок поч. 30-рр. XX ст. | Базагоквартирний житловий прибутковий будинок поч. 30-х рр. XX ст. у стилі «ар-деко». |
| Українська, 25                                                               |          | Житловий будинок кін. XIX ст. | Цінний взірець житлової індивідуальної забудови кін. XIX ст. в стилі європейської еклектики з обрамленням металевою огорожею із стилізованими елементами неоготики. |
| Українська, 37                                                               |          | Житловий особняк із прилеглою садово-парковою територією кін. XIX ст. | Цінний взірець житлової аристократичної забудови к XIX ст. у стилі «необароко», оздобленої кованою брамою із елементами художнього декору у стилі «необароко» |
| Університетська, 10                                                          |          | Юдейський «Темпль» (сучасний кінотеатр «Чернівці»), 1873 р. | Юдейський Темпль, побудований за проектом відомого львівського архітектора Ю. Захаревича у 1873 р., який був частково зруйнований в роки ІІ Світової війни. |
| Університетська, 40 — Хмельницького Богдана                                  |          | Кутовий житловий будинок (кін. XVIII — поч. XIX ст.) | Одноповерховий житловий будинок к. XVIII ст. у стилі раннього класицизму як складова мікроансамблю кутового перетину вулиць. |
| Університетська, 42 — Хмельницького Богдана                                  |          | Кутовий житловий будинок (кін. XVIII — поч. XIX ст.) | Одноповерховий житловий будинок к. XVIII ст. у стилі раннього класицизму як складова мікроансамблю кутового перетину вулиць. |
| Федьковича Юрія, 28                                                          |          | Аристократична вілла поч. XX ст. (сучасний багатоквартирний житловий будинок) | Кутова аристократична вілла поч. XX ст. в стилі «віденської сецесії» із елементами раціонального функціоналізму. |
| Федьковича Юрія, 30                                                          |          | Аристократична вілла поч. XX ст. (сучасна споруда Державного підприємства науково-дослідного інституту медико-екологічних проблем)                                                                         | В минулому — аристократична вілла поч. XX ст. в стилі «віденської сецесії» з елементами раціонального функціоналізму, садово-парковим благоустроєм та декоративним міні-басейном (альпінарієм). |
| Філармонії площа                                                             |          | Водопровідна колонка (кін. XIX — поч. XX ст.) | Цінний взірець автентичної міської водоколонки кін. XIX — поч. XX ст. |
| Філармонії площа — Горького Максима — Толстого Лева — Заньковецької Марії    |          | Містобудівний ансамбль площі Філармонії (І пол. XIX — поч. XX ст.) | Містобудівний ансамбль площі Філармонії, сформованої протягом першої пол. XIX — поч. XX ст., який репрезентує еволюцію містобудування від європейського класицизму (вул. Горького, 2 із надбудовою ІІІ поверху у 1950-х роках) — до модерну (багатоквартирний житловий прибутковий будинок на вул. Л. Толстого, 1 та готель «Брістоль» поч. XX ст.). |
| Хотинська, 4                                                                 |          | Адміністративний корпус цукрового заводу, побудованого у Садгорі на початку XX ст. | Цінний взірець «віденської сецесії» поч. XX ст. із декоративною ліпниною на виробничу тематику (відображення елементів процесу цукроваріння, ковальства тощо) та українськими національними елементами «закопанського» мотиву українського модерну.                                                                                                  |
| Хотинська, 7                                                                 |          | Вілла поч. XX ст. (сучасне поштове відділення) | Вілла «1906» (на центральному фасаді — вензель із датою будівництва на декоративному картуші) у стилі «віденської сецесії» як один із перших прикладів віллової забудови у стилі європейського модерну у Садгорі. |
| 28 Червня, 2                                                                 |          | Кахельне оздоблення інтер'єрів та фасадної рекламної вивіски магазину-майстерні «Leon Schrenzel» (відомого майстра по декоративному оздобленню Леона Шренцеля) на поч. XX ст. — сучасний магазин «Молоко». | Цінні інтер'єри із автентичним кахельним оздобленням та фасадною рекламною вивіскою на поч. XX ст., виконані в традиційних мотивах «віденської сецесії» із різноманітними елементами сюжетного кахелю в буковинських національних мотивах. |
| Чкалова Валерія, 2                                                           |          | Аристократична вілла поч. XX ст. | Цінний взірець житлової аристократичної вілли поч. XX ст. (1903 рік) у стилі модерн із романтичними інтерпретаціями. |
| Шевченко Тараса, 13                                                          |          | Аристократичний особняк садибного типу межі XIX—XX ст. із цінним взірцем кованої огорожі | Цінний взірець аристократичного особняка із кованою огорожею межі XIX—XX ст. (на брамі іменний вензель господарів, оздоблений позолотою). |
| Шевченко Тараса, 18                                                          |          | Житловий будинок к. XIX століття із внутрішньо дворовим благоустроєм садово-паркової території | Цінний взірець житлової індивідуальної забудови к. XIX ст. в еклектичному стилі із цікавим взірцем брами із художньо оздобленого металодекору. |
| Шевченко Тараса, 39                                                          |          | Аристократичний особняк садибного типу поч. XX ст. із своєрідним взірцем кованої огорожі | Цінний взірець аристократичного особняка із обрамленням кованою огорожею поч. XX ст. (в стилістичному оздобленні переважають геометричні форми орнаменту). |
| Шевченко Тараса, 40                                                          |          | Житловий будинок поч. XX ст. із прилеглою садово-парковою територією | Цінний взірець житлової забудови у комплексі із садово-парковою територією, обрамлений кованою огорожею, виконаною у стилі «лінеарного модерну». |
| Шкільна,3                                                                    |          | Загальноосвітня школа № 14 | Цінний приклад громадської архітектури 50—60-х рр. XX ст. у стилі «радянського конструктивізму». |
| Шолом Алейхема, 15                                                           |          | Житловий будинок, поч. XX ст. | Цінний приклад житлової прибуткової забудови поч. XX ст. в стилі модерн в юдейському кварталі. |